# Campos Racing
| Campos Racing                             | Campos Racing        |
| ----------------------------------------- | -------------------- |
| Osnovan                                   | 1998.                |
| Osnivač                                   | Adrián Campos        |
| Mjesto                                    | Valencia, Španjolska |
| Trenutna prvenstva                        |                      |
| FIA Formula 2 prvenstvo                   |                      |
| FIA Formula 3 prvenstvo                   |                      |
| Španjolska Formula 4                      |                      |
| Bivša prvenstva                           |                      |
| World Series by Nissan (1998. − 2003.)    |                      |
| EuroFormula Open (2004. − 2018.)          |                      |
| GP2 Series (2005. − 2008., 2014. − 2016.) |                      |
| GP2 Asia Series (2008. − 2009.)           |                      |
| Superstars Series (2011.)                 |                      |
| Auto GP (2011. − 2012.)                   |                      |
| WTCC (2012. − 2017.)                      |                      |
| FIA Formula E prvenstvo (2014. − 2018.)   |                      |
| GP3 Series (2015. − 2018.)                |                      |
| World Touring Car Cup (2018.)             |                      |

Campos Racing je španjolska automobilistička momčad osnovana 1998. u Valenciji, a trenutno se natječe u FIA Formula 2 prvenstvu, FIA Formula 3 prvenstvu i Španjolskoj Formuli 4.

## Naslovi

### Vozački
| Euro Open by Nissan              | Euro Open by Nissan  |
| -------------------------------- | -------------------- |
| 1998.                            | Marc Gené            |
| 1999.                            | Fernando Alonso      |
| 2000.                            | Antonio García       |
| Španjolska F3 / Europska F3 Open |                      |
| 2008.                            | Germán Sánchez       |
| 2009.                            | Bruno Méndez         |
| 2015.                            | Konstantin Terešenko |
| 2016.                            | Leonardo Pulcini     |
| FIA Formula E prvenstvo          |                      |
| 2014./15.                        | Nelson Piquet Jr.    |

### Momčadski
| Prvenstvo           | Sezone                       |
| ------------------- | ---------------------------- |
| Euro Open by Nissan | 1998. − 2000.                |
| GP2 Series          | 2008.                        |
| EuroFormula Open    | 2008. − 2009., 2015. − 2016. |

## Vanjske poveznice
- CamposRacing.com - Official website